# 1965 no Brasil
Esta é uma cronologia dos fatos acontecimentos de ano 1965 no Brasil.

## Incumbente
- Presidente do Brasil -  Humberto de Alencar Castelo Branco (15 de abril de 1964 - 15 de março de 1967)

## Eventos
- 27 de março: Os presidentes Humberto de Alencar Castelo Branco do Brasil e Alfredo Stroessner do Paraguai inauguram a Ponte da Amizade, que liga os territórios de dois países, passando sobre o rio Paraná.[1]
- 31 de março: O Pico da Neblina, ponto mais alto do Brasil com 2993,78 m de altitude, é escalado pela primeira vez.
- 8 de abril: O Congresso Nacional aprova a emenda das eleições diretas em onze Estados brasileiros.[2]
- 26 de abril: A Rede Globo de Televisão é inaugurada no Rio de Janeiro.[3]
- 3 de outubro: São realizadas as eleições diretas para governadores, prefeitos e senadores em onze Estados brasileiros.[4][5]
- 27 de outubro: Presidente Humberto de Alencar Castelo Branco decreta o Ato institucional n° 2, que extingue os partidos políticos.[6]

## Nascimentos
- 3 de janeiro: Ricardo Prado, ex-nadador.
- 8 de janeiro: Uidemar, ex-futebolista.
- 10 de janeiro: Zetti, ex-futebolista e treinador de futebol.
- 30 de setembro: Juscelino Souza, jornalista.
- 31 de dezembro:
  - Fernanda Porto, cantora.
  - Marcelo Yuka, músico e compositor (m. 2019).

## Mortes
- 14 de janeiro: Vespasiano Barbosa Martins, médico e político (n. 1889).